# Walendinos Sielis
Walendinos Sielis, Valentinos Sielis (ur. 1 marca 1990 w Larnace) – cypryjski piłkarz grający na pozycji pomocnika. Od 2017 jest zawodnikiem klubu Gangwon FC.

## Kariera piłkarska
Zanim Sielis trafił latem 2009 roku do Anorthosis Famagusta, przez rok występował w ENTHOI Lakatamia. W 2014 przeszedł do AEL Limassol.

## Kariera reprezentacyjna
W reprezentacji Cypru zadebiutował 9 lutego 2011 roku w towarzyskim meczu z reprezentacją Rumunii. Na boisku przebywał przez pełne 90 minut.
| Mecze i gole w reprezentacji | Mecze i gole w reprezentacji | Mecze i gole w reprezentacji | Mecze i gole w reprezentacji | Mecze i gole w reprezentacji | Mecze i gole w reprezentacji | Mecze i gole w reprezentacji |
| #                            | Data                         | Stadion                      | Rywal                        | Wynik                        | Gol                          | Rozgrywki                    |
| 2011                         | 2011                         | 2011                         | 2011                         | 2011                         | 2011                         | 2011                         |
| ---------------------------- | ---------------------------- | ---------------------------- | ---------------------------- | ---------------------------- | ---------------------------- | ---------------------------- |
| 1.                           | 09.02.2011                   | Paralimni, Cypr              | Rumunia                      | 1:1                          | 0                            | towarzyski                   |
| 2.                           | 26.03.2011                   | Nikozja, Cypr                | Islandia                     | 0:0                          | 0                            | El. ME                       |
| 3.                           | 11.11.2011                   | Larnaka, Cypr                | Szkocja                      | 1:2                          | 0                            | towarzyski                   |
| 2012                         |                              |                              |                              |                              |                              |                              |
| 4.                           | 29.02.2012                   | Larnaka, Cypr                | Serbia                       | 0:0                          | 0                            | towarzyski                   |
| 5.                           | 11.09.2012                   | Larnaka, Cypr                | Islandia                     | 1:0                          | 0                            | El. MŚ 2014                  |
| 6.                           | 12.10.2012                   | Maribor, Słowenia            | Słowenia                     | 1:2                          | 0                            | El. MŚ 2014                  |
| 7.                           | 14.11.2012                   | Nikozja, Cypr                | Finlandia                    | 0:3                          | 0                            | towarzyski                   |
| 2013                         |                              |                              |                              |                              |                              |                              |
| 8.                           | 06.02.2013                   | Nikozja, Cypr                | Serbia                       | 1:3                          | 0                            | towarzyski                   |